# Jumbo Schreiner

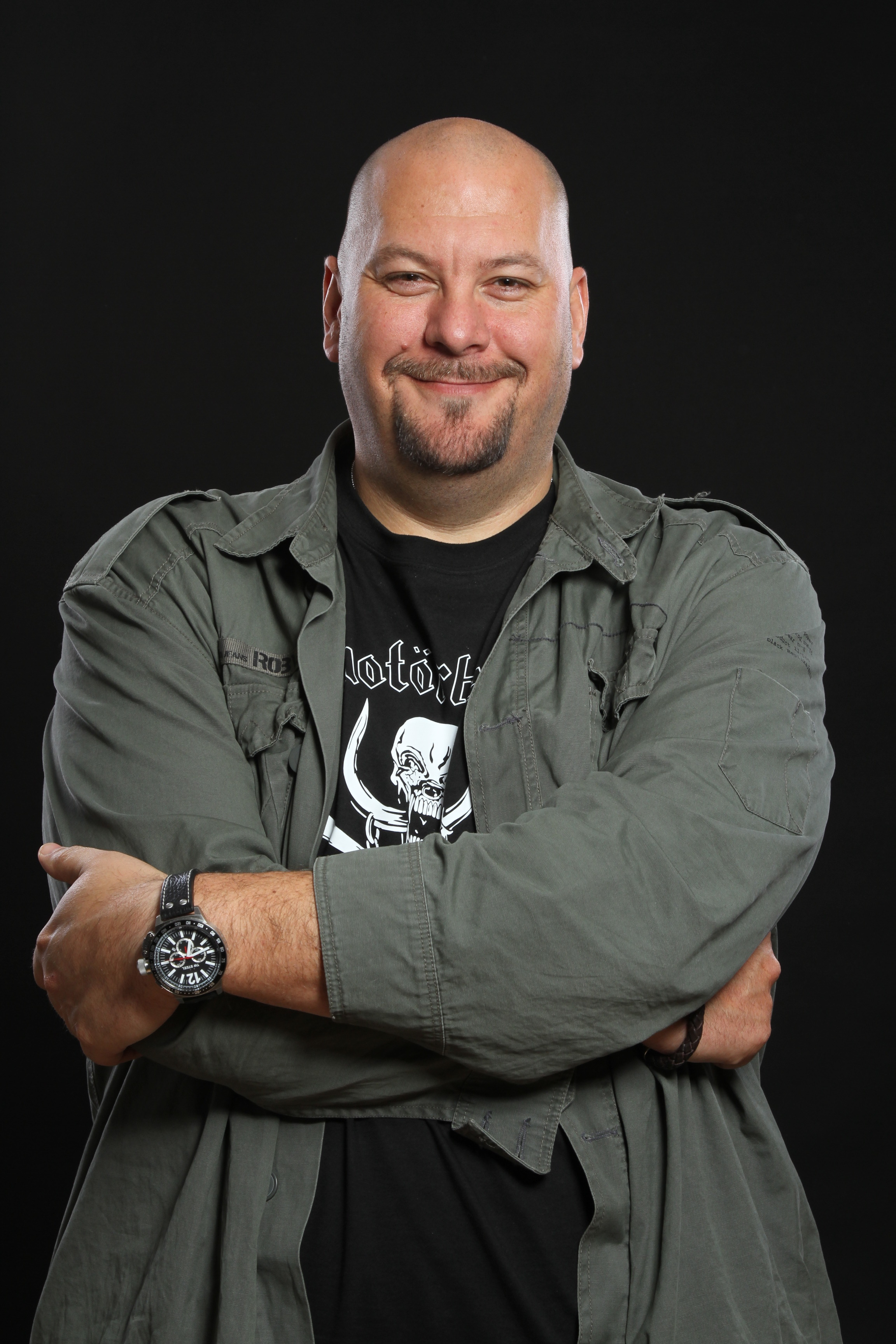
Jumbo Schreiner (2010)

Thomas „Jumbo“ Schreiner (* 24. November 1967 in München) ist ein deutscher Schauspieler und Moderator.

## Karriere
Jumbo Schreiner ist als „Food-Tester“ in dem ProSieben-Infotainmentmagazin Galileo bekannt. Dabei testet und bewertet er Mahlzeiten in Restaurants und Imbissen weltweit. Außerdem ist er auch als Autotester in der Sport1-Serie „Motorvision“ bekannt. Er ist Gründungsmitglied der Jazzband „Jazzmachine“ und war Mitglied von Hape Kerkelings fiktiver finnischer Band R.I.P. Uli, die mit der Single Helsinki is Hell einen Charterfolg erzielte.
Schreiner ist als Autor für Rick Kavanian tätig und Co-Autor des Bühnenstückes Kosmopilot von und mit Kavanian, das im Jahre 2007 zum ersten Mal aufgeführt wurde. 2008 ging Schreiner bei der großen TV total Stock Car Crash Challenge in der 3000-cm³-Klasse für das Team „ProSieben Starforce“ an den Start. 2009 nahm er an der TV Total Wok-WM im „Einerwok“ teil.
2010 moderierte Schreiner gemeinsam mit Sonya Kraus die Fernsehshow Crazy Competition.
Seit Frühjahr 2013 vertreibt der rund 150 kg schwere Schreiner seine Modelinie „Jumbo Big Size“ und diverse Grill- und BBQ-Produkte unter dem Namen „Jumbo Griller“. Seit Frühjahr 2015 vertreibt er zusammen mit einer Thüringer Firma XXL-Grillgeräte. Im Juli 2018 wog er 152 kg bei einer Körpergröße von 200 cm. Im November/Dezember 2018 moderierte er zusammen mit Sebastian Lege die Show Taste Battle, mit 5 Folgen auf ProSieben.
Im November 2022 heiratete er die Mainzer Sängerin CatJa.
Seit 2008 ist Schreiner in der Kinderhilfsorganisation „Stunde des Herzens“ aktiv. Er unterstützt zudem aktiv die Bayerische Krebsgesellschaft und das Bayerische Rote Kreuz.

## Filmografie (Auswahl)
- 1997–2000: Bullyparade (3 Folgen)
- 1999: Darüber lacht die Welt als 3. Mitglied der fiktiven, finnischen Band „R.I.P. Uli“
- 2000: Erkan und Stefan
- 2000: Tatort – Kalte Herzen
- 2001: Bomb ’n Venice
- 2004: Basta – Rotwein oder Totsein
- 2004: (T)Raumschiff Surprise – Periode 1
- 2004: Bully & Rick
- 2004: Germanikus
- 2005, 2007: Tramitz & Friends
- 2005: Die Anonymen Mobiholiker
- 2006: Die Wilden Kerle 3
- 2006: Nitro
- 2006: Das X Team
- 2006–2008: Motorvision TV (Moderator)
- 2006–2008: DSF Motor (Moderator)
- 2007–2008: Wunderwelt Wissen
- seit 2008: Galileo (Reporter)
- 2009: Der Große Comedy Adventskalender (Moderator)
- 2010: Crazy Competition
- 2010: Jumbos Würstchenmillionär (Moderator)
- 2011: 32Eins! Die Comedyshow
- 2012: Die Promi Kocharena
- 2012: Game of Thrones Season II Episode 2–3 als Farlen (Synchronstimme)
- 2013: red! Oscar Countdown (Co-Moderator)
- 2013: Info Box (Moderator)
- seit 2014: Flames – Geschmack ist Alles (Moderator)
- 2014–2015: DMAX – Test My Ride! (Tester/Moderator)
- 2017: 21 Schlagzeilen
- 2017: Echt Krass – Abenteuer Leben (Verfolgungsjagd)
- 2017: Echt Krass – Abenteuer Leben (Küchenunfälle)
- 2018: Tastebattle (Moderator)
- 2019: Ingo Kantorek – Ein Leben voller Leidenschaft (Dokumentation über Ingo Kantorek)
- 2019: Dings vom Dach